# Aspirazione (fonetica)
In fonetica articolatoria, l'aspirazione è un tratto che può caratterizzare le consonanti costrittive. Si tratta di un'articolazione che prevede una forte emissione d'aria al momento del rilascio e quindi della pronuncia dell'occlusiva, il che provoca la sensazione uditiva di un "soffio" che accompagna la fine del suono.
Per questo la trascrizione fonetica delle aspirate adottata dall'IPA prevede di scrivere questi suoni con ʰ all'esponente accanto al simbolo dell'occlusiva corrispondente. Si avrà così:
- [kʰ], [tʰ], [pʰ] occlusive aspirate sorde
- [ɡʰ], [dʰ], [bʰ] occlusive aspirate sonore

In alcune lingue questi suoni sono dei veri fonemi, ad esempio il cinese o il greco antico (aspirate sorde); il sanscrito possedeva anche una serie di aspirate sonore.
In altre lingue invece si tratta di realizzazioni determinate dal contesto. Ad esempio in inglese le occlusive sorde sono di norma aspirate quando sono all'inizio di parola monosillabica, ma non se precedute da s. Si veda la differenza nella pronuncia tra top [tʰɒp] (con l'aspirata) e stop [stɒp] (con [t] non aspirata).
Nella trascrizione consueta di greco e sanscrito, le aspirate si trascrivono con un digramma ph, th, kh (sonore: bh, dh, gh). Per quanto riguarda il cinese, invece, dal momento che la lingua distingue fonologicamente aspirate e non aspirate, mentre non possiede un'opposizione di sonorità (le occlusive sono sempre sorde), la trascrizione standard (pinyin) utilizza le lettere <b> e <d> per trascrivere le occlusive sorde non aspirate ([p], [t]), e <p> e <t> per le relative aspirate ([pʰ] e [tʰ]).
| Controllo di autorità | LCCN (EN) sh90006118 · J9U (EN, HE) 987007544128705171 |